# 2018-as labdarúgó-világbajnokság (B csoport)
A 2018-as labdarúgó-világbajnokság B csoportjának mérkőzéseit 2018. június 15-től 25-ig játszották. A csoportban Portugália, Spanyolország, Marokkó és Irán szerepel. Spanyolország és Portugália jutott tovább.

## Tabella
| Hely. | Csapat        | M | Gy | D | V | G+ | G– | Gk | P | Továbbjutás                                |
| ----- | ------------- | - | -- | - | - | -- | -- | -- | - | ------------------------------------------ |
| 1.    | Spanyolország | 3 | 1  | 2 | 0 | 6  | 5  | +1 | 5 | Továbbjutott az egyenes kieséses szakaszba |
| 2.    | Portugália    | 3 | 1  | 2 | 0 | 5  | 4  | +1 | 5 | Továbbjutott az egyenes kieséses szakaszba |
| 3.    | Irán          | 3 | 1  | 1 | 1 | 2  | 2  | 0  | 4 |                                            |
| 4.    | Marokkó       | 3 | 0  | 1 | 2 | 2  | 4  | −2 | 1 |                                            |

## Mérkőzések
Az időpontok helyi idő szerint, a zárójelben magyar idő szerint értendők.
Használt rövidítések (magyar rövidítés – angol rövidítés – poszt):
| - KA – GK – kapus - V – DF – hátvéd - S – SW – söprögető - JV – RB – jobb oldali védő - KV – CB – középső védő - BV – LB – bal oldali védő - JSZV – RWB – jobb szélső védő - BSZV – LWB – bal szélső védő | - KP – MF – középpályás - VKP – DM – védekező középpályás - BKP – LM – bal oldali középpályás - KKP – CM – középső középpályás - JKP – RM – jobb oldali középpályás | - JSZ – RW – jobb szélső - BSZ – LW – bal szélső - TKP – AM – támadó középpályás | - CS – ST, FW – csatár - JCS – RF – jobb oldali csatár - KCS – CF – középső csatár - BCS – LF – bal oldali csatár |

### Marokkó – Irán
| 2018. június 15. 18:00 (17:00) |

| Marokkó | 0–1               | Irán                     |
| ------- | ----------------- | ------------------------ |
|         | (0–0) Jegyzőkönyv | Bouhaddouz 90+5' (öngól) |

| Kresztovszkij Stadion, Szentpétervár Nézőszám: 62 548 Játékvezető: Cüneyt Çakır (török) |

| Marokkó | Irán |

| KA                   | 12 | Múnír Mohamedí       |     |     |
| KV                   | 2  | Achraf Hakimi        |     |     |
| KV                   | 5  | Mehdi Benatija (csk) |     |     |
| KV                   | 6  | Rúmán Szájsz         |     |     |
| JKP                  | 14 | Mubárak Busszufa     |     |     |
| KKP                  | 7  | Hakím Zíjes          |     |     |
| KKP                  | 8  | Karim el-Ahmadi      | 34' |     |
| BKP                  | 18 | Amín Hárít           |     | 82' |
| JCS                  | 16 | Nordin Amrabat       |     | 76' |
| KCS                  | 9  | Ayoub El Kaabi       |     | 77' |
| BCS                  | 10 | Younès Belhanda      |     |     |
| Cserék:              |    |                      |     |     |
| KP                   | 21 | Szofjan Amrabat      |     | 76' |
| CS                   | 20 | Aziz Bouhaddouz      |     | 77' |
| V                    | 4  | Manuel da Costa      |     | 82' |
| Szövetségi kapitány: |    |                      |     |     |
| Hervé Renard         |    |                      |     |     |

| KA                   | 1  | Alireza Beiranvand    |       |     |
| KV                   | 23 | Ramin Rezaian         |       |     |
| KV                   | 4  | Rouzbeh Cheshmi       |       |     |
| KV                   | 8  | Morteza Pouraliganji  |       |     |
| JV                   | 10 | Karim Anszárifard     | 90+2' |     |
| KKP                  | 9  | Omid Ebrahimi         |       | 79' |
| KKP                  | 3  | Ehszán Hádzsszafi     |       |     |
| BKP                  | 7  | Maszud Sodzsaei (csk) | 10'   | 68' |
| JCS                  | 18 | Alirezá Dzsahánbahs   | 47'   | 85' |
| KCS                  | 20 | Szardar Azmun         |       |     |
| BCS                  | 11 | Vahid Amiri           |       |     |
| Cserék:              |    |                       |       |     |
| CS                   | 17 | Mehdi Táremi          |       | 68' |
| V                    | 15 | Pejman Montazeri      |       | 79' |
| CS                   | 14 | Számán Kadusz         |       | 85' |
| Szövetségi kapitány: |    |                       |       |     |
| Carlos Queiroz       |    |                       |       |     |

| A mérkőzés játékosa: Amín Hárít (Marokkó) Asszisztensek: Bahattin Duran (török) Tarık Ongun (török) Negyedik játékvezető: Szergej Karaszjov (orosz) Ötödik játékvezető: Anton Averianov (orosz) Videóbíró: Felix Zwayer (német) Videóbíró-asszisztens: Bastian Dankert (német) Mark Borsch (német) Jair Marrufo (amerikai) |

### Portugália – Spanyolország
| 2018. június 15. 21:00 (20:00) |

| Portugália                    | 3–3               | Spanyolország           |
| ----------------------------- | ----------------- | ----------------------- |
| Ronaldo 4' (11-esből) 44' 88' | (2–1) Jegyzőkönyv | Costa 24' 55' Nacho 58' |

| Olimpiai Stadion, Szocsi Nézőszám: 43 866 Játékvezető: Gianluca Rocchi (olasz) |

| Portugália | Spanyolország |

| KA                   | 1  | Rui Patrício            |     |     |
| JV                   | 21 | Cédric                  |     |     |
| KV                   | 3  | Pepe                    |     |     |
| KV                   | 6  | José Fonte              |     |     |
| BV                   | 5  | Raphaël Guerreiro       |     |     |
| KKP                  | 14 | William Carvalho        |     |     |
| KKP                  | 8  | João Moutinho           |     |     |
| JSZ                  | 11 | Bernardo Silva          |     | 69' |
| TKP                  | 17 | Gonçalo Guedes          |     | 80' |
| BSZ                  | 16 | Bruno Fernandes         | 28' | 68' |
| KCS                  | 7  | Cristiano Ronaldo (csk) |     |     |
| Cserék:              |    |                         |     |     |
| KP                   | 10 | João Mário              |     | 68' |
| CS                   | 20 | Ricardo Quaresma        |     | 69' |
| CS                   | 9  | André Silva             |     | 80' |
| Szövetségi kapitány: |    |                         |     |     |
| Fernando Santos      |    |                         |     |     |

| KA                   | 1  | David de Gea       |     |     |
| JV                   | 4  | Nacho              |     |     |
| KV                   | 3  | Gerard Piqué       |     |     |
| KV                   | 15 | Sergio Ramos (csk) |     |     |
| BV                   | 18 | Jordi Alba         |     |     |
| KKP                  | 5  | Sergio Busquets    | 17' |     |
| KKP                  | 8  | Koke               |     |     |
| JSZ                  | 21 | David Silva        |     | 86' |
| TKP                  | 22 | Isco               |     |     |
| BSZ                  | 6  | Andrés Iniesta     |     | 70' |
| KCS                  | 19 | Diego Costa        |     | 77' |
| Cserék:              |    |                    |     |     |
| KP                   | 10 | Thiago             |     | 70' |
| CS                   | 17 | Iago Aspas         |     | 77' |
| CS                   | 11 | Lucas Vázquez      |     | 86' |
| Szövetségi kapitány: |    |                    |     |     |
| Fernando Hierro      |    |                    |     |     |

| A mérkőzés játékosa: Cristiano Ronaldo (Portugália) Asszisztensek: Elenito Di Liberatore (olasz) Mauro Tonolini (olasz) Negyedik játékvezető: Ryuji Sato (japán) Ötödik játékvezető: Szagara Tóru (japán) Videóbíró: Massimiliano Irrati (olasz) Videóbíró-asszisztens: Paolo Valeri (olasz) Carlos Astroza (chilei) Daniele Orsato (olasz) |

### Portugália – Marokkó
| 2018. június 20. 15:00 (14:00) |

| Portugália | 1–0               | Marokkó |
| ---------- | ----------------- | ------- |
| Ronaldo 4' | (1–0) Jegyzőkönyv |         |

| Luzsnyiki Stadion, Moszkva Nézőszám: 78 011 Játékvezető: Mark Geiger (amerikai) |

| Portugália | Marokkó |

| KA                   | 1  | Rui Patrício            |       |     |
| JV                   | 21 | Cédric                  |       |     |
| KV                   | 3  | Pepe                    |       |     |
| KV                   | 6  | José Fonte              |       |     |
| BV                   | 5  | Raphaël Guerreiro       |       |     |
| JKP                  | 11 | Bernardo Silva          |       | 59' |
| KKP                  | 14 | William Carvalho        |       |     |
| KKP                  | 8  | João Moutinho           |       | 89' |
| BKP                  | 10 | João Mário              |       | 70' |
| KCS                  | 17 | Gonçalo Guedes          |       |     |
| KCS                  | 7  | Cristiano Ronaldo (csk) |       |     |
| Cserék:              |    |                         |       |     |
| CS                   | 18 | Gelson Martins          |       | 59' |
| KP                   | 16 | Bruno Fernandes         |       | 70' |
| KP                   | 23 | Adrien Silva            | 90+2' | 89' |
| Szövetségi kapitány: |    |                         |       |     |
| Fernando Santos      |    |                         |       |     |

| KA                   | 12 | Múnír Mohamedí       |     |     |
| JV                   | 17 | Nabil Dirar          |     |     |
| KV                   | 5  | Mehdi Benatija (csk) | 40' |     |
| KV                   | 4  | Manuel da Costa      |     |     |
| BV                   | 2  | Achraf Hakimi        |     |     |
| KKP                  | 8  | Karim el-Ahmadi      |     | 86' |
| KKP                  | 14 | Mubárak Busszufa     |     |     |
| JSZ                  | 16 | Nordin Amrabat       |     |     |
| TKP                  | 10 | Younès Belhanda      |     | 75' |
| BSZ                  | 7  | Hakím Zíjes          |     |     |
| KCS                  | 13 | Khalid Boutaïb       |     | 70' |
| Cserék:              |    |                      |     |     |
| CS                   | 9  | Ayoub El Kaabi       |     | 70' |
| KP                   | 23 | Mehdi Carcela        |     | 75' |
| KP                   | 11 | Fayçal Fajr          |     | 86' |
| Szövetségi kapitány: |    |                      |     |     |
| Hervé Renard         |    |                      |     |     |

| A mérkőzés játékosa: Cristiano Ronaldo (Portugália) Asszisztensek: Joe Fletcher (kanadai) Frank Anderson (amerikai) Negyedik játékvezető: Szergej Karaszjov (orosz) Ötödik játékvezető: Anton Averianov (orosz) Videóbíró: Felix Zwayer (német) Videóbíró-asszisztens: Jair Marrufo (amerikai) Simon Lount (új-zélandi) Bastian Dankert (német) |

### Irán – Spanyolország
| 2018. június 20. 21:00 (20:00) |

| Irán | 0–1               | Spanyolország |
| ---- | ----------------- | ------------- |
|      | (0–0) Jegyzőkönyv | Costa 54'     |

| Kazany Aréna, Kazany Nézőszám: 42 718 Játékvezető: Andrés Cunha (uruguayi) |

| Irán | Spanyolország |

| KA                   | 1  | Alireza Beiranvand      |       |     |
| JV                   | 23 | Ramin Rezaian           |       |     |
| KV                   | 19 | Majid Hosseini          |       |     |
| KV                   | 8  | Morteza Pouraliganji    |       |     |
| BV                   | 3  | Ehszán Hádzsszafi (csk) |       | 69' |
| KKP                  | 9  | Omid Ebrahimi           | 90+2' |     |
| KKP                  | 6  | Saeid Ezatolahi         |       |     |
| JSZ                  | 10 | Karim Anszárifard       |       | 74' |
| TKP                  | 17 | Mehdi Táremi            |       |     |
| BSZ                  | 11 | Vahid Amiri             | 79'   | 86' |
| KCS                  | 20 | Szardar Azmun           |       |     |
| Cserék:              |    |                         |       |     |
| V                    | 5  | Milad Mohammadi         |       | 69' |
| CS                   | 18 | Alirezá Dzsahánbahs     |       | 74' |
| CS                   | 14 | Számán Kadusz           |       | 86' |
| Szövetségi kapitány: |    |                         |       |     |
| Carlos Queiroz       |    |                         |       |     |

| KA                   | 1  | David de Gea       |  |     |
| JV                   | 2  | Dani Carvajal      |  |     |
| KV                   | 3  | Gerard Piqué       |  |     |
| KV                   | 15 | Sergio Ramos (csk) |  |     |
| BV                   | 18 | Jordi Alba         |  |     |
| KKP                  | 5  | Sergio Busquets    |  |     |
| KKP                  | 6  | Andrés Iniesta     |  | 71' |
| JSZ                  | 21 | David Silva        |  |     |
| TKP                  | 22 | Isco               |  |     |
| BSZ                  | 11 | Lucas Vázquez      |  | 79' |
| KCS                  | 19 | Diego Costa        |  | 89' |
| Cserék:              |    |                    |  |     |
| KP                   | 8  | Koke               |  | 71' |
| KP                   | 20 | Marco Asensio      |  | 79' |
| CS                   | 9  | Rodrigo            |  | 89' |
| Szövetségi kapitány: |    |                    |  |     |
| Fernando Hierro      |    |                    |  |     |

| A mérkőzés játékosa: Diego Costa (Spanyolország) Asszisztensek: Nicolás Tarán (uruguayi) Mauricio Espinosa (uruguayi) Negyedik játékvezető: Julio Bascuñán (chilei) Ötödik játékvezető: Christian Schiemann (chilei) Videóbíró: Mauro Vigliano (argentin) Videóbíró-asszisztens: Wilton Sampaio (brazil) Alexander Guzmán (kolumbiai) Massimiliano Irrati (olasz) |

### Irán – Portugália
| 2018. június 25. 21:00 (20:00) |

| Irán                         | 1–1               | Portugália   |
| ---------------------------- | ----------------- | ------------ |
| Anszárifard 90+3' (11-esből) | (0–1) Jegyzőkönyv | Quaresma 45' |

| Mordóvia Aréna, Szaranszk Nézőszám: 41 685 Játékvezető: Enrique Cáceres (paraguayi) |

| Irán | Portugália |

| KA                   | 1  | Alireza Beiranvand      |     |     |
| JV                   | 23 | Ramin Rezaian           |     |     |
| KV                   | 19 | Majid Hosseini          |     |     |
| KV                   | 8  | Morteza Pouraliganji    |     |     |
| BV                   | 3  | Ehszán Hádzsszafi (csk) | 52' | 56' |
| VKP                  | 6  | Saeid Ezatolahi         |     | 76' |
| KKP                  | 18 | Alirezá Dzsahánbahs     |     | 70' |
| KKP                  | 9  | Omid Ebrahimi           |     |     |
| JSZ                  | 17 | Mehdi Táremi            |     |     |
| BSZ                  | 11 | Vahid Amiri             |     |     |
| KCS                  | 20 | Szardar Azmun           | 54' |     |
| Cserék:              |    |                         |     |     |
| V                    | 5  | Milad Mohammadi         |     | 56' |
| CS                   | 14 | Számán Kadusz           |     | 70' |
| CS                   | 10 | Karim Anszárifard       |     | 76' |
| Szövetségi kapitány: |    |                         |     |     |
| Carlos Queiroz       |    |                         |     |     |

| KA                   | 1  | Rui Patrício            |       |       |
| JV                   | 21 | Cédric                  | 90+8' |       |
| KV                   | 3  | Pepe                    |       |       |
| KV                   | 6  | José Fonte              |       |       |
| BV                   | 5  | Raphaël Guerreiro       | 33'   |       |
| JKP                  | 20 | Ricardo Quaresma        | 64'   | 70'   |
| KKP                  | 14 | William Carvalho        |       |       |
| KKP                  | 23 | Adrien Silva            |       |       |
| BKP                  | 10 | João Mário              |       | 84'   |
| KCS                  | 9  | André Silva             |       | 90+6' |
| KCS                  | 7  | Cristiano Ronaldo (csk) | 83'   |       |
| Cserék:              |    |                         |       |       |
| KP                   | 11 | Bernardo Silva          |       | 70'   |
| KP                   | 8  | João Moutinho           |       | 84'   |
| CS                   | 17 | Gonçalo Guedes          |       | 90+6' |
| Szövetségi kapitány: |    |                         |       |       |
| Fernando Santos      |    |                         |       |       |

| A mérkőzés játékosa: Ricardo Quaresma (Portugália) Asszisztensek: Eduardo Cardozo (paraguayi) Juan Zorrilla (paraguayi) Negyedik játékvezető: Mehdi Abid Sarif (algériai) Ötödik játékvezető: Anouar Hmila (tunéziai) Videóbíró: Massimiliano Irrati (olasz) Videóbíró-asszisztens: Gery Vargas (bolíviai) Hernán Maidana (argentin) Paolo Valeri (olasz) |

### Spanyolország – Marokkó
| 2018. június 25. 20:00 (20:00) |

| Spanyolország        | 2–2               | Marokkó                    |
| -------------------- | ----------------- | -------------------------- |
| Isco 19' Aspas 90+1' | (1–1) Jegyzőkönyv | Boutaïb 14' El-Neszjrí 81' |

| Kalinyingrád Stadion, Kalinyingrád Nézőszám: 33 973 Játékvezető: Ravshan Ermatov (üzbegisztáni) |

| Spanyolország | Marokkó |

| KA                   | 1  | David de Gea       |  |     |
| JV                   | 2  | Dani Carvajal      |  |     |
| KV                   | 3  | Gerard Piqué       |  |     |
| KV                   | 15 | Sergio Ramos (csk) |  |     |
| BV                   | 18 | Jordi Alba         |  |     |
| KKP                  | 5  | Sergio Busquets    |  |     |
| KKP                  | 10 | Thiago             |  | 74' |
| JSZ                  | 21 | David Silva        |  | 84' |
| TKP                  | 22 | Isco               |  |     |
| BSZ                  | 6  | Andrés Iniesta     |  |     |
| KCS                  | 19 | Diego Costa        |  | 74' |
| Cserék:              |    |                    |  |     |
| CS                   | 17 | Iago Aspas         |  | 74' |
| KP                   | 20 | Marco Asensio      |  | 74' |
| CS                   | 9  | Rodrigo            |  | 84' |
| Szövetségi kapitány: |    |                    |  |     |
| Fernando Hierro      |    |                    |  |     |

| KA                   | 12 | Múnír Mohamedí         | 88'   |     |
| JV                   | 17 | Nabil Dirar            |       |     |
| KV                   | 4  | Manuel da Costa        | 31'   |     |
| KV                   | 6  | Rúmán Szájsz           |       |     |
| BV                   | 2  | Achraf Hakimi          | 90+3' |     |
| KKP                  | 8  | Karim el-Ahmadi        | 21'   |     |
| KKP                  | 14 | Mubárak Busszufa (csk) | 31'   |     |
| JSZ                  | 16 | Nordin Amrabat         | 29'   |     |
| TKP                  | 10 | Younès Belhanda        |       | 63' |
| BSZ                  | 7  | Hakím Zíjes            |       | 85' |
| KCS                  | 13 | Khalid Boutaïb         |       | 72' |
| Cserék:              |    |                        |       |     |
| KP                   | 11 | Fayçal Fajr            |       | 63' |
| CS                   | 19 | Júszef el-Neszjrí      |       | 72' |
| CS                   | 20 | Aziz Bouhaddouz        |       | 85' |
| Szövetségi kapitány: |    |                        |       |     |
| Hervé Renard         |    |                        |       |     |

| A mérkőzés játékosa: Isco (Spanyolország) Asszisztensek: Abdukhamidullo Rasulov (üzbegisztáni) Jakhongir Saidov (üzbegisztáni) Negyedik játékvezető: Mohammed Abdulla Hassan Mohamed (egyesült arab emírségekbeli) Ötödik játékvezető: Mohamed Al Hammadi (egyesült arab emírségekbeli) Videóbíró: Felix Zwayer (német) Videóbíró-asszisztens: Bastian Dankert (német) Mark Borsch (német) Danny Makkelie (holland) |